# Branford (Connecticut)
Branford is een kustplaats gelegen aan de Long Island Sound in de Amerikaanse staat Connecticut, en valt bestuurlijk gezien onder New Haven County. Branford ligt 13 km ten oosten van New Haven. De bevolking bedroeg 28.026 personen bij de volkstelling uit 2010.

## Geschiedenis
In de 17e eeuw hadden de Nederlanders een handelspost opgezet bij de monding van de Branford River. Wellicht hebben ze er ook een fort gebouwd. In 1638 kochten kolonisten uit New Haven er een stuk land van de Wangunk, de indianenstam die in dit gebied - door hen Totoket genoemd - leefde. In 1644 werd Branford gesticht. De naam van het stadje is afkomstig van de Engelse plaats Brentford.
In de 18e en 19e eeuw groeide Branford. Eind 18e eeuw werd aan de kust het plaatsje Stony Creek gesticht.
In 1852 kreeg Branford aansluiting op een spoorlijn, wat zorgde voor de vestiging van nieuwe bedrijven. Tevens ontwikkelde de stad zich tot een populaire vakantieplaats met circa 20 hotels. In de 20e eeuw ontwikkelde Branford zich tot een forensenplaats.

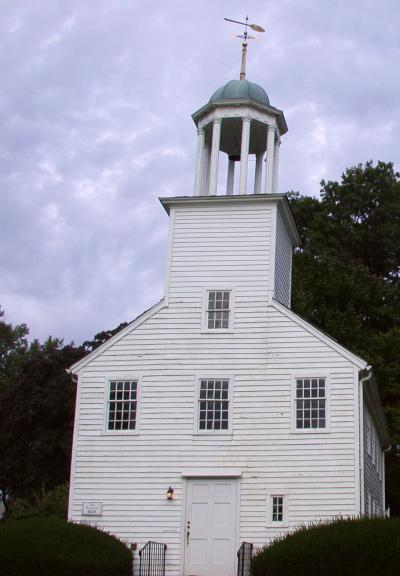

## Geografie
Volgens het United States Census Bureau heeft de stad een totale oppervlakte van 72,5 km², waarvan 56,9 km² uit land bestaat en 15,6 km² uit water (inclusief de Branford River, Queach Brook en de Branford Supply Ponds). Er zijn twee havens: de centraal gelegen Branford Harbor en de aan de oostzijde gelegen Stony Creek Harbor. Tevens is er een stadsstrand op Branford Point. Branford Center is een wijk van Branford.
De stad Branford omvat de Thimble-eilanden. Naburige plaatsen zijn North Branford in het noorden, Guilford in het oosten en East Haven in het westen.